# Katolikos Wielkiego Domu Cylicyjskiego
Katolikos Wielkiego Domu Cylicyjskiego – jeden z patriarchów Apostolskiego Kościoła Ormiańskiego. Powstał na skutek przeniesienia siedziby Katolikosa Wszystkich Ormian z Eczmiadzynu do Cylicji w 1058. Mimo odrodzenia się patriarchatu w Eczmiadzynie w 1441, katolikosat cylicyjski kontynuował swoją działalność. Obecnie ma swoją siedzibę w Antelias w Libanie. Eczmiadzyński Katolikos Wszystkich Ormian deklaruje zwierzchność nad Katolikosem Wielkiego Domu Cylicyjskiego, jednak dochodzi na tym tle do sporów między katolikosatami.

## Lista Katolikosów Wielkiego DomuCylicyjskiego

### Pierwsza eraSis, 267-301
- Św. Grzegorz I Oświeciciel (267-301)

### EraSivas, 1058-1062, era Tavbloor, 1062-1066
- Chachig II (1058-1065)

### Era Dzamendav (Zamidia), 1066-1116
- Grzegorz II (1066-1105)
- Bazyl (1105-1113)

### Era Dzovk, 1116-1149, era Qal'at ar-Rum, 1149-1293
- Grzegorz III (1113-1166)
- Św.Nerses IV (1166-1172 lub 1173)
- Grzegorz IV (1172 lub 1173-1193)
- Grzegorz V (1193-1194)
- Grzegorz VI (1194-1203)
- Jan VI (1203-1221)
- Konstantyn I (1221-1267)
- Jakub I (1268-1286)
- Konstantyn II (1286-1289)
- Stefan IV (1290-1293)

### Druga eraSis, 1293-1930
- Grzegorz VII (1293-1307)
- Konstantyn III (1307-1322)
- Konstantyn IV (1323-1326)
- Jakub II (1327-1341), zm. 1359
- Mechitar (1341-1355)
- Jakub II (ponownie) (1355-1359)
- Mesrob (1359-1372)
- Konstantyn V (1372-1374)
- Paweł I (1374-1382)
- Teodor II (1382-1392)
- Garabed (1393-1404)
- Jakub III (1404-1411)
- Grzegorz VIII (1411-1418)
- Paweł II (1418-1430)
- Konstantyn VI (1430-1439)
- Grzegorz IX (1439-1446)
- Garabed (1446-1477)[a]
- Stepanos (1475-1483)
- Howanes I (1483-1488)
- Howanes II (1489-1525)
- Howanes III (1525-1539)
- Symeon I (1539-1545)
- Gazar (1545-1547)
- Toros I (1548-1553)
- Chachadour I (1553-1558)
- Chachadour II (1560-1584)
- Azaria I (1584-1601)
- Howanes IV (1601-1621) 
  - Bedros I (koadjutor) (1601-1608)
- Min (1621-1632)
- Symeon II (1633-1648)
- Nerses (1648-1654)
- Toros II (1654-1657)
- Chachadour III (1657-1677)
- Sahak I (1677-1683)
- Azaria II (1683-1686)
- Grigor II (1686-1695)
- Asdwadzadour (1695-1703)
- Madteos (1703-1705)
- Howanes V (1705-1721)
- Grigor III (1721/2-1729)
- Howanes VI (1729/30-1731)
- Gougas (1731-1737)
- Michał I (1737-1758)
- Gabriel (1758-1770)
- Yeprem I (1770-1784)
- Toros III (1784-1796)
- Giragos I (1797-1822)
- Yeprem II (1822-1833)
- Michał II (1833-1855)
- Giragos II (1855-1866)
- Mecerdich (1871-1894)
- (wakat 1894-1902)

### Era Antelias, Liban od1930
- Sahag II (1902–1939)
- Papken II (koadjutor) (1931–1936)
- Bedros IV (1940)
- (wakat 1940-1943)
- Karekin I Howsepian(1943–1952)
- Zareh I (1956–1963)
- Choren I (1963–1983)
- Karekin II (1977–1995)
- Aram I Kesziszjan (od 1995)